# آرچی‌فروکتوس
آرچی‌فروکتوس (نام علمی: Archaefructus)، یک سرده منقرض شده از گیاهان بذری آبزی علفی با سه گونه شناخته شده است. مواد فسیلی اختصاص داده شده به این جنس از سازند یشیان (Yixian) در شمال‌شرقی چین سرچشمه می‌گیرد که در ابتدا به اواخر دوره ژوراسیک مربوط می‌شود اما اکنون تصور می‌شود که تقریباً ۱۲۵ میلیون سال یا در اوایل کرتاسه است. حتی با توجه به سن تجدید نظر شده، آرچی‌فروکتوس به‌عنوان یکی از اولین جنس گیاهان گل‌دار شناخته شده است.

آرچی‌فروکتوس به دلیل سن، کمبود کاسبرگ و گلبرگ و این واقعیت که اندام‌های تولیدمثلی آن (برچه‌ها و برچه‌ها) بر روی ساقه‌ای دراز تولید می‌شوند تا اینکه مانند نهان‌دانگان امروزی به شکل گل متراکم شوند، آرچی‌فروکتاسیان به‌عنوان یک خانواده نهان‌دانه پایه جدید پیشنهاد شده است. با این حال، یک تفسیر جایگزین از همان فسیل، ساقه دراز را به‌عنوان گل آذین به جای گل، با گل‌های نر (نر) در زیر و گل‌های مادگی (ماده) در بالا، تفسیر می‌کند. کشف آرچی‌فروکتوس ایوفلورا این تفسیر را تأیید می‌کند، زیرا یک گل دوجنسه در ناحیه بین اندام‌های لکه‌دار و مادگی وجود دارد. اگر این تعبیر درست باشد، آرچی‌فروکتوس ممکن است در درون نهان‌دانگان قاعده‌ای نباشد، بلکه ممکن است نزدیک به نیلوفرآبی‌سانان یا دولپه‌ای‌های نو پایه باشد.
"در طول سال‌ها رقبای زیادی برای اولین گل واقعی در فسیل‌ها ظاهر شدند. برخی از آنها در نهایت به‌عنوان غیرگل طبقه‌بندی شدند، در حالی که برخی دیگر با دقت بیشتری به زمان زمین‌شناسی بعدی تاریخ‌گذاری شدند. در حال حاضر، بهترین و بدون ابهام‌ترین رقیب برای عنوان اولین گل واقعی (۱۲۵–۱۳۰ میلیون سال) آرچی‌فروکتوس سینِنسیس است که در سال ۱۹۹۸ توسط ج سان در دانشگاه جیلین و دیوید دیلچر از دانشگاه فلوریدا توصیف شد. آرچی‌فروکتوسدر نهشته‌های بستر دریاچه یشیان در استان لیائونینگ در شمال شرقی چین یافت شد. قدمت آن به دوران کرتاسه پیشین می‌رسد، نام علمی آن به معنای "میوه باستانی از چین" است. در یک مفهوم تکاملی و نه شاعرانه، شاید باید آرچی‌فروکتوس را مادر، حوا، همه گیاهان گل‌دار زنده بدانیم."